# Хулимсунт
Хулимсунт (в переводе с мансийского — устье язевой реки) — деревня в Берёзовском районе Ханты-Мансийского автономного округа — Югры Тюменской области России. Административный центр сельского поселения Хулимсунт. Расположена на реке Северной Сосьве.

## История
Газокомпрессорная станция — Сосьвинское линейное производственное управление магистральных газопроводов (ЛПУ МГ) основано 29 ноября 1977 года (газопроводы Пунга — Вуктыл —Ухта и Уренгой — Грязовец, СРТО (Северные районы Тюменской области) —Торжок), что и послужило началом строительства посёлка. Ранее здесь существовала мансийская деревня.

## Инфраструктура
Современный Хулимсунт состоит из расположенных в непосредственной близости деревни Хулимсунт, в основном, проживают манси, посёлка Хулимсунт (многоквартирные дома, инфраструктура посёлка) и вахтового посёлка Сосьва (бытовые помещения для рабочих, управление РСУ-4 треста «Югорскремстройгаз», порт). В 2 км от посёлка расположена газокомпрессорная станция.
Круглогодичных автомобильных дорог нет. В зимнее время действуют зимники до Югорска, Игрима, посёлка Приполярного. Действует вертолётное сообщение (Советский, Игрим, Приполярный). Грузовой речной порт.
Средняя общеобразовательная школа, дошкольные учреждения, клуб, музей, библиотека, памятник первопроходцам.

## Население
| 2010 |
| ---- |
| 1349 |